# The Story of the Blood Red Rose
The Story of the Blood Red Rose  (o The Blood Red Rose) è un cortometraggio muto del 1914 diretto da Colin Campbell.

## Produzione
Il film fu prodotto dalla Selig Polyscope Company.

## Distribuzione
Distribuito dalla General Film Company, il film - un cortometraggio in tre bobine - uscì nelle sale cinematografiche statunitensi l'11 novembre 1914.